# 1476

## أحداث
- تأسيس مدينة كراغوييفاتس وتقع حاليا في صربيا.

## مواليد
- خوان سباستيان إلكانو مستكشف إسباني
- لويز من سافوا
- هانس فون كولمباخ فنان ألماني
- يونسان ملك جوسون المخلوع

## وفيات
- فريدريش الأول ناخب بالاتينات
- فلاد الثالث المخوزق
- هانس بوم